# Секвентальная коробка передач

Принцип работы секвентальной коробки передач

Секвентальная коробка передач (от англ. sequence — последовательность, англ. sequential manual gearbox) — коробка передач, допускающая только последовательное их переключение. От коробки передач классического типа отличается принципом работы механизма переключения передач. Последовательное переключение передач удобно в тех случаях, когда воздействие на орган управления осуществляется ногой (например, на мотоцикле), когда требуется быстрое переключение передач (например, на спортивном автомобиле) или при наличии большого количества передач, выбор которых традиционным способом перемещения рычага неудобен (на тракторах, грузовых автомобилях). Обычно переключение осуществляется смещением органа управления от нейтрального положения.
Механизм переключения передач может быть как прямого действия, например на мотоциклах, так и с сервоприводом (автоматизированным или неавтоматизированным).

## Применение
На мотоциклах принята следующая схема управления коробкой передач:
- перемещение рычага вверх — переход на передачу ВВЕРХ.
- перемещение рычага вниз — переход на передачу ВНИЗ.
- нейтраль (выключение передачи) обычно находится между первой и второй передачами (иногда также и между третьей — четвёртой), причем включается неполным ходом рычага, однако на мотороллерах «Тула» и «Муравей» нейтраль находится перед первой передачей.

На автомобилях обычно управляется рычагом, одновременно выполняющим роль селектора режимов и переключения передач, но может управляться кнопками или лепестками, расположенными на рулевом колесе.
На тракторах управление секвентальной КПП может быть дублированным: рычагом и педалью. На автомобилях обычно устанавливается рычаг, он же выполняет роль селектора режимов и переключений. Также применяются и кнопки на рулевом колесе. Секвентальный режим обозначается латинской «S».

## Принцип работы
Мотоциклетные секвентальные коробки переключения передач предельно просты. На большинстве мотоциклов это обычная несинхронизированная двух или трехвальная коробка передач с подвижными кулачковыми муфтами, перемещаемыми кулачково-копирным механизмам (показано на иллюстрации в заголовке статьи). Кулачковый вал поворачивается храповым механизмом при перемещении рычага. Многие мотоциклы (советский «Иж Юпитер», чехословацкая «Ява» и большинство японских мотоциклов) имеют в механизме переключения передач дополнительный кулачок для автоматического выжима сцепления при переключении, что повышает удобство управления мотоциклом, избавляя мотоциклиста от манипуляций рычагом сцепления.
Такой же принцип работы встречается и на некоторых коробках передач легких автомобилей: DKW, Trabant, ряд модификаций Nissan Skyline и Mitsubishi Lancer. Однако на более тяжелых автомобилях и тракторах такая схема уже не будет работать из за больших потерь на трение в кулачково-копирном механизме. Поэтому тяжелая секвентальная коробка передач основывается на обычной механической трансмиссии, но с измененным механизмом переключения, в котором традиционный вилочно-кулисный механизм заменен гидравлическими или пневматическими приводами каждой из вилок переключения. При этом логика работы приводов задается механическим или электромеханическим, гидро- или пневмораспределителем. Такие КПП могут управляться как вручную (например на грузовых автомобилях 1960-1990-х гг.), так и автоматизированно, что превращает их в роботизированные.